# Claudiu Mircea Ionescu
Claudiu Mircea Ionescu (n. 20 martie 1983, București, România) este un fotbalist român care în prezent joacă pentru Montana Pătârlagele[*] în Liga a IV-a Buzău.